# Наньчанське повстання
Наньчанське повстання (кит.: 南昌起義) — перше велике протистояння між Гомінданом (Націоналістична партія Китаю) та Комуністичною партією під час Громадянської війни в Китаї, розпочате китайськими комуністами після різанини в Шанхаї 1927 року, влаштованої Гоміньданом.
Ліве крило Гоміньдану заснувало «Революційний комітет» у Наньчані для розпалення широкого селянського повстання. Серед політичних лідерів були Ден Яньда, Сун Цінлін і Чжан Факуй (зазначений номінально, який пізніше придушив повстання).
Військові сили в Наньчані під керівництвом Хе Луна та Чжоу Еньлая повстали, намагаючись захопити контроль над містом після закінчення першого гоміньданівсько-комуністичного альянсу. Іншими важливими лідерами цієї події були Чжу Де, Є Тін і Лю Бочен.
Комуністичні війська успішно зайняли Наньчан і вирвались з-під облоги сил Гоміндану до 5 серпня, відійшовши до гір Цзінґан у західній частині провінції Цзянсі. Пізніше 1 серпня 1927 року стало вважатися днем заснування Народно-визвольної армії Китаю і першим боєм Гоміньдану та Національно-революційної армії.

## Контекст
У початковий період Північного походу (1926—1927) Гоміньдан і Комуністична партія Китаю діяли разом, і підрозділи, в яких комуністи мали значний вплив, залишалися невіддільною частиною Національно-революційної армії. Проте зростала напруга між обома сторонами, а також між лівим і правим крилом Гоміньдану, що зрештою призвело до погрому комуністів у Шанхаї у квітні 1927 року та розколу між націоналістами і комуністами.

## Бойовий порядок

### Комуністичні сили
Комуністичні сили на піку свого розвитку під час Наньчанського повстання становили понад 20 000 осіб, хоча деякі з них приєдналися до битви лише через день. Усі комуністичні сили були організовані у 2-гу фронтову армію, і більша частина її було під командуванням Хе Лонга. Він також був призначений командувачем 2-ї фронтової армії, а Є Тін — заступником командувача та виконувачем обов'язків командувача фронтом. Представником комуністів був Чжоу Еньлай, начальником штабу — Лю Бочен, а керівником політичного управління армії 2-го фронту — Го Можо.
Бойовий порядок комуністичних військ:
- 9-та армія
  - Командувач — Чжоу Еньлай
  - Заступник командувача — Чжу Де
  - Представник КПК — Чжу Кецзін
- 11-та армія
  - Командувач — Є Тін
  - Заступник командувача — Цай Тінкай
  - Представник КПК — Не Жунчжень
    - 10-та дивізія (командир — Цай Тінкай)
    - 24-та дивізія (командир — Гу Сюньмін)
    - 25-та дивізія (командир — Лі Ханьхун, пізніше Чжоу Шиді)
- 20-та армія
  - Командувач — Хе Лун
  - Представник КПК — Ляо Цяньву
    - 1-ша дивізія (командир — Хе Цзіньчжай)
    - 2-га дивізія (командир — Цин Гуаньюань)
    - 3-тя дивізія (командир — Чжоу Іцюнь)

## Битва під Наньчаном
Уранці 1 серпня 1927 року, рівно о 2:00, Чжоу Еньлай, Хе Лун, Не Жунчжень, Є Тін, Є Цзяньїн, Лінь Бяо, Чжу Де, Чень І та Лю Бочен очолили свої війська та з різних сторін атакували місто Наньчан. Через чотири години вони зайняли місто, захопивши п'ять тисяч одиниць стрілецької зброї та близько мільйона патронів.

## Відступ
Зіткнувшись із контратакою націоналістів, комуністи вирішили відступити на південь до провінції Гуандун. Опинившись там, вони спробували захопити місто Гуанчжоу, поширюючи свій вплив на селян і ферми в цьому районі.

### Великий похід китайських комуністів
Гуанчжоу був метою, встановленою радянським Комінтерном, і 3 серпня комуністичні війська вийшли з Наньчану. Їхній Великій похід завершився на початку жовтня, коли вони спустилися з височини хакка в район Чаошань. У Чаочжоу вони зазнали поразки від військ, пов'язаних із націоналістами. Комуністичні війська були розбиті та рухалися у двох загальних напрямках: один прямував до Шаньвея, де вони залучили націоналістів до партизанської війни під керівництвом Пен Пая, а інший — до південної Хунані, де вони зрештою приєдналися до сил під проводом Мао Цзедуна, чиє повстання Осіннього врожаю не було більш успішним.
Комуністичні війська зазнали такої катастрофічної поразки, що залишилося лише 1000 солдатів, яких було переформовано в полк. Під командуванням Чжу Де та Чень І, які приховували свої імена, полк пішов до місцевого воєначальника Хунані, де шукав притулку. З цього скромного початку війська зрештою зросли до 10 000 осіб, вирушивши до Цзянсі та приєднавшись до Мао Цзедуна в Цзінганшані у квітні 1928 року.
Лю Бочен став утікачем, але йому пощастило знайти інших комуністів, які допомогли йому, і зрештою відправили його до Радянського Союзу на військову підготовку, а Лінь Бяо дезертував після поразки. Однак йому довелося повернутися до комуністичних сил через страх, що місцеві жителі, вороже налаштовані до нього, видадуть його ворогам або вб'ють. Го Можо після поразки втік до Японії.
Іншим учасникам подій, що вижили, пощастило набагато менше; всі стали втікачами. Чжоу Еньлай, Є Цзяньїн і Є Тін втратили зв'язок з іншими і втекли до британського Гонконгу, а Чжоу був серйозно хворий. Ці троє мали при собі два пістолети, і їм вдалося дістатися Гонконгу. Не Жунчжень, інший комуністичний лідер, також успішно втік до Гонконгу.

### Хе Лун
Хе Лун рішуче виступав проти плану відступу, точно вказавши, що марш на 1000 миль у розпал літа створить серйозне навантаження на війська, і що народна підтримка комуністів у Гуандуні була лише незначною частиною величезної підтримки, яку вони мали серед селянства в Хунані. Його думка полягала в тому, що нову комуністичну базу слід створити в прикордонному регіоні Хунані, припускаючи, що там комуністичні війська можна буде легко поповнити, а їхня кількість збільшиться шляхом залучення місцевого населення. Однак на його пропозицію було накладено вето.
Після поразки Хе Лун повернувся додому. Знятий з посади командувача армії, яка відповідала за десятки тисяч людей, він був погано прийнятий родиною, за винятком кількох членів Комуністичної партії. Невдовзі Хе Лун зібрав ще один комуністичний загін солдатів, цього разу понад 3000 осіб, але націоналісти знищили їх, і вціліло менш як три десятки. Потрібен був рік, щоб сили Хе Луна відновилися втретє.

## Історичне значення
- Повстання стало першим озброєним виступом китайських комуністів, спрямованим проти Гоміньдану. Воно започаткувало створення Червоної армії Китаю[en] — збройних сил китайських комуністів. В історії КНР повстання описується як героїчний етап початку збройної боротьби проти Гоміньдану. Згодом усі основні керівники повстання (крім Чжоу Еньлая та загиблого на той час Є Тіна) отримали звання маршала.
- Короткочасним наслідком повстання в Наньчані були масові арешти та страти комуністів у районах навколо Уханя, хоча багато лідерів зуміло сховатися або втекти на південь разом із повстанськими військами. Через відсутність планування головне повстання за кілька днів зазнало краху, але армії за допомогою марш-кидків відокремили невеликі загони, які вели пропагандистську роботу та проводили місцевий перерозподіл землі. В околицях Чаочжоу і Шаньтоу були зроблені спроби провести земельну реформу і запровадити зниження сільськогосподарської ренти до 30 %.
- 1 серпня 1927 року відзначається в КНР як день народження Народно-визвольної армії Китаю (НВАК).
- 1 жовтня 1959 року в колишньому штабі повстання було офіційно відкрито Музей Наньчанського повстання 1 серпня.
- На згадку про Наньчанське повстання 1955 року в КНР було засновано найвищий військовий орден Першого серпня[en] (кит.: 八一勋章)[3].
- Китайські ієрогліфи «вісім-один» (кит.: 八一), тобто «1 серпня» (дата початку Наньчанського повстання), досі є елементом прапора Народно-визвольної армії Китаю та використовуються на транспортних засобах як розпізнавальні знаки.